# 武家法
武家法（ぶけほう）とは、中世・近世の日本において、武士社会及び武家政権における法体系のこと。中世の鎌倉時代においては公家法・荘園領主の制定した本所法とともに法体系を形成した。

## 概要
平安時代中期に武士が誕生し、元は武士団の主従の忠勤関係の統制などを目的として封建的道徳として発生し発達した。それが武家の道理を根幹とする武士階級の主従関係、武士の間での行動基準となり、それが慣習法として成立した。なお、平安後期には各地に荘園が置かれ、荘園領主による本所法が成立するが、武士も経済的基盤を荘園においたため武家法は本所法に起源をもつものが多い。また、武家政権と朝廷との関わりから公家法の影響も受けた。
武家法は鎌倉時代に武家政権が成立して、一部が成文化され、式目・式条と呼ばれる成文法が将軍御教書の形で発布された。『吾妻鏡』に拠れば、貞永元年（1232年）には鎌倉幕府の北条泰時により初めての成文法形式の武家法である御成敗式目が定められた。貞永元年の北条泰時による六波羅探題宛書状によるとまず武士と一般に裁判の基準として知らしめて裁判の公平を目的としたとする。これは法的には承久の乱後の混乱を抑える51箇条を選択して公布したもので法制規範を定めるものではなかった。しかし、鎌倉時代と室町幕府を通じ武家法に影響して国法と諸領地の地域法に継承され、一部改訂されつつも武家政権における日本全国の支配及び地方における領地内の封建体制と地域秩序の維持の武家の根本法典とされた。
鎌倉時代初期には本所法・武家法・公家法は並立していたが徐々に武家法が優位となり荘園においても慣習法は狭まり武家法の道理に反するものは、改訂された。そして武士の勢力拡大の結果、室町時代には武家法が支配的地位を占める時代となった。
室町時代には山門の宗教勢力が社会に大きな位置を占めるが、南北朝時代文和4年11月京都で東寺が寺領荘園の山城国の上桂荘を巡る公家との土地紛争で、寺側が室町幕府に出訴して提出した庭中申出状に、御成敗式目第7条・8条の今の持効に類する知行年紀法20年で「後宇多上皇からの東寺への寄進後40年経ち〈武家不易の法（20年を越えて継続して知行してきた所領は知行するに至った事情の如何を問わず、知行権を保証する）〉は公家領にも適用され"東寺所有地である"」と主張して、武家法の支配を認めている。
貴族社会に対し、武家は後から支配勢力に加わり、そのため封建制に取り重要な所領の権利を確保する年紀法は鎌倉時代からの武家法の中軸であった。だが、武家政権が中断した建武の新政では、建武政府により不易の法を否定する所領政策が行われた。所領の年紀法20年を慣習ともども認めず個別に綸旨で所領安堵する法を発布した。そのため武士層が年紀法否定に不満を示し、綸旨を求める武士たちは京都に殺到して大混乱になった。さらに大幅な所領没収を示された旧幕府系武士が抵抗して、これらに対応できず、建武政府は個別の綸旨安堵法を撤回し国司に任せる形にした。
江戸時代には日本最後の武家法、元和元年1615年武家諸法度を発布。考案者は徳川家康、発布者は将軍・徳川秀忠。当初は13条で大名を統制する概略法だった。しかし、元和5年（1619年）福島正則が広島城改築工事で「新規築城禁止、城修理は申告の上行う事」条に違反と改易。さらに寛永9年（1632年）加藤清正の子で後継の加藤忠広が「日頃の行跡が悪く、江戸生まれの子を国元の熊本に無断で連れ帰った」と改易になり、違反者は厳しく罰せられた武家法だったので、全国の大名を統制することができた。徳川家光から19条に増やし改正し江戸時代には厳しく代表と武士層を規制していた。

## 主な武家法
名前は制定者、西暦は制定年
- 御成敗式目（北条泰時、1232年）
- 建武式目（足利尊氏、1336年）
- 分国法（各地の戦国大名が制定）
- 武家諸法度（徳川秀忠